# آلن الکان
آلن الکان، (به انگلیسی: Alain Elkann) (زاده ۲۳ مارس ۱۹۵۰) رمان نویس و از اصحاب رسانه‌ای ایتالیایی است. او همچنین راهنما، مشاور و از مدیران سرشناس برنامه‌های فرهنگی تلویزیونی ایتالیا است. نوشته‌های او نیز بیشتر رنگ تاریخی و مذهبی-یهودی دارند و تمرکز رمان‌های او بیشتر بر تاریخ یهودیت در ایتالیا و تأکید بر محوریت یهودیت در تاریخ ایتالیا است. او هم چنین برای مجله فرانسوی لا رگل دو ژو، مجله ایتالیایی نووی آرگومنتی، مجلهٔ آ، و مجله یهودی شالوم مقاله می‌نویسد.

## زندگی‌نامه
الکان در نیویورک و در یک خانواده سرمایه دار و اشرافی یهودی به دنیا آمد. پدر او سرمایه دار فرانسوی و رئیس سابق انجمن مرکزی اسرائیلیان فرانسه و مسئول انتخاب حاخام‌های اعظم فرانسه، ژان-پل الکان بود و مادرش کارلا اواتزا نیز، از خانواده بانکداران یهودی و مشهور ایتالیایی و برادر زاده اتوره اواتزا، فاشیست نامی ایتالیایی و حامی اقتصادی بنیتو موسولینی بود. خانواده الکان پس از تولد او به ایتالیا بازگشتند. البته مدت زیادی از تولد او نگذشت که پدر و مادر او از همدیگر جدا شدند و پدرش به سبب نقش‌های حساس خود بیشتر اوقات سال را در پاریس می‌گذراند و در همان‌جا با فرانسوا شول ازدواج کرد.

### ورود در خانواده آنیلی
در سال ۱۹۷۵، الکان با مارگریتا آنیلی، دختر جیانی آنیلی، سرمایه دار سرشناس ایتالیایی و صاحب شرکت بزرگ سرمایه‌گذاری اکسور و مجموعه فیات، ازدواج کرد و حاصل آن تولد دو پسر جان الکان، لاپو الکان و یک دختر، جینورا الکان بود.

### الکان‌ها، وارث اموال خاندان آنیلی
پس از مرگ ناگهانی ادواردو آنیلی، تنها پسر جیانی آنیلی که مسلمان شیعه شده بود.(شیعیان این مرگ را قتل شمرده و آلکان را مسبب آن می‌دانند) ، تمام میراث خانواده آنیلی به جان الکان، پسر آلن الکان رسید.
الکان شش سال بعد از همسر اولش جدا شد و در سال ۲۰۰۲، با روزی گرکو ازدواج تا سال ۲۰۰۹ با او زندگی کرد.

### تحصیلات و نویسندگی
الکان تحصیلات خود را در دانشگاه ژنو در رشته حقوق به پایان رساند. او همواره در کنار نویسنده‌های نامی ایتالیایی مانند آلبرتو موراویا و ایندرو مونتانلی قلم می‌زد، گاهی مقالات یا آثار مشترک با آن‌ها ارائه می‌داد و در یکی از رمان‌های خود، با همکاری حاخام اعظم رم، الیو تواف یک رمان مشترک را به تألیف درآورد. او آثار زیادی را با محوریت تاریخ یهود از خود ارائه کرده‌است.

### فعالیت‌های فرهنگی
او همواره در پست‌های فرهنگی دولت ایتالیا در نقش مشاور یا مدیریت حاضر بوده‌است. او به مدت پنج سال مشاور جولیانو اوربانی، وزیر سابق فرهنگ ایتالیا و در سال ۲۰۰۸ نیز به عنوان مشاور رویدادهای فرهنگی و روابط خارجی وزارت فرهنگ دولت سیلویو برلوسکونی گماشته شد. در سال ۲۰۰۷ به ریاست بنیاد چیتاایتالیا درآمد و هم‌اکنون نیز رئیس اتحادیه فرانسوی زبانان تورین است. همچنین ریاست کمیته علمی ساختمان میراثی ته در منتووا و ریاست بنیاد فرهنگ و هنر ایتالیا در نیویورک را نیز بر عهده دارد. او نائب رئیس بنیاد روسلی و عضو هیئت علمی دانشگاه آزاد زبان و ارتباطات میلان است و در آنجا به تدریس در زمینه ادبیات و هنر می‌پردازد. عضو هیئت مدیره موزه مگا در گالاراته، عضو هیئت داوران مسابقه بین‌المللی موندلو ی پالرمو و همچنین جایزه رم و مشاور هنری و پیکرشناسی شهرداری میلان است.

### گرایش او به مصر شناسی
گرایش او تنها به تاریخ یهودیت نبود و گرایش زیاد او به تاریخ مصر باستان سبب شد که ریاست موزه مصرشناسی تورین را در سال ۲۰۰۴ بپذیرد.

## افتخارات
- نشان شوالیه لژیون دونور